# Helvét Köztársaság
A Helvét Köztársaság egy rövid életű államalakulat volt, a francia forradalom egyik „testvérköztársasága”, amely Svájc területén alakult meg 1798. április 12-én, és a kantonok föderalizmusát kimondó mediatizációs törvény kihirdetésével, 1803. február 19-én szűnt meg.

## Előzmények
A svájci kantonok önállósodási, majd az egységes állammá szerveződési folyamatának első szakasza a harmincéves háborút lezáró 1648-as vesztfáliai békével ért véget. A Habsburgok végül elismerték Svájc elszakadását és függetlenségét a Német-római Birodalomtól.
1790 és 1798 között a francia forradalom hatására szinte egész Svájc területén állandósultak a zavargások. Az ellenzék a franciaországi változások láttán magát a rendszert kérdőjelezte meg. Természetes módon az új eszmékkel az alávetett területek rokonszenveznek a legerősebben.
A városok, Bázel, Zürich, de még Bern értelmiségi köreiben is sokan üdvözölték a franciaországi eseményeket. 1790-ben a francia forradalom Párizsban élő svájci híveiből Helvét Klub alakult. 1792-ben a bázeli hercegpüspökséghez tartozó Porrentruy-ben kikiáltják a forradalmi Franciaország első kliensállamát, a Raurák Köztársaságot.
Az ország politikai elitje is két részre szakad: a Békepárt és a Háborús párt állt egymással szemben. A békepártiak engedményekkel és tárgyalásokkal próbáltak a franciákkal megegyezésre jutni, míg a háborúpártiak az osztrák szövetségben bíztak, és katonai ellenállással akartak válaszolni az egyre fenyegetőbb francia követelésekre.

## A Helvét Köztársaság létrejötte
A francia katonai hadműveletek 1797-ben kezdődtek. Egy Lausanne-ban zajló felkelés nyomán 1798 elején megfogalmazták a Lémani Köztársaság létrehozásának igényét, amely hozzájárult a Helvét Köztársaság létrejöttéhez. A franciák Valtellinát (Veltlin) az új Ciszalpin Köztársasághoz csatolták, bevonultak Genfbe, elfoglalták a berni La Neuveville-t és Bielt, a Bázeli Püspökség jogutódjának jelentették ki magukat. 1798. január-március folyamán sikeres népfelkelés robbant ki. A forradalom, illetve a megszállás ellen összeverődött berni csapatokat a franciák egy utolsó csatában Grauholznál szétkergették, és a kantonális szuverenitás megszüntetésével teljes központosítást valósítottak meg az államigazgatásban. 1798. április 12. és 1814. szeptember 8. között Svájc helyén az úgynevezett Helvét Köztársaság jött létre.
A Helvét Köztársaságnak nevezett új állam területileg erősen meg volt csonkítva, kantonok helyett igazgatási körzetekre volt felosztva. Genfet, Neuchâtelt, Bielt, a Bázeli Püspökséghez tartozó Jura területeket Franciaországhoz csatolják. A graubündeni Valtellina völgye a napóleoni csatlós Ciszalpin Köztársasághoz került.

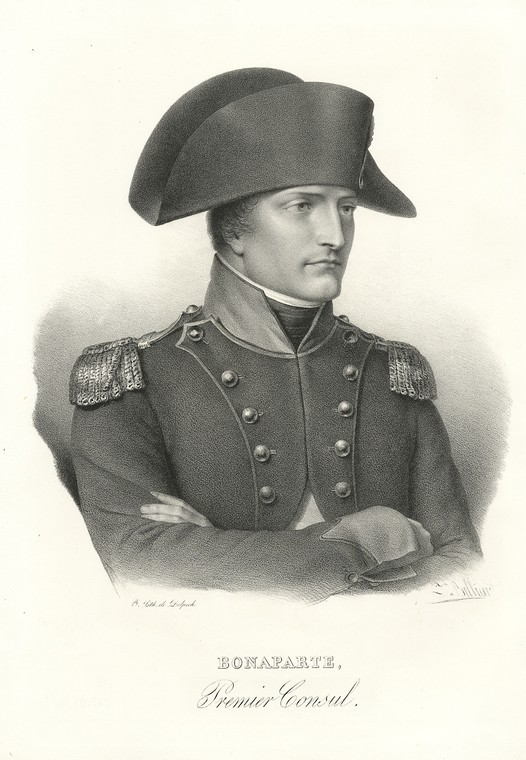
Bonaparte Napóleon első konzul (1798)

Törvényhozása kétkamarás volt, kormánya az öttagú Direktórium, legfelsőbb bírói fóruma a Legfelsőbb Törvényszék. Az állam és az egyház szétválasztását törvényben rögzítették, pénzneme és hadserege egységes volt. A napóleoni háborúk során a Helvét Köztársaság egyedül az 1812-es oroszországi hadműveletekben vett részt katasztrofális vereséget szenvedve. Az új kormány eltörölte a feudális terheket és a céhek előjogait, egységesítette a mértékeket, és különös súlyt kívánt helyezni az iskolai oktatásra, valamint a gazdasági fejlődésre a szabad verseny és a modern pénzgazdálkodás feltételei között. A Helvét Köztársaság fővárosa Aarau lett.
A parlament ismét két részre szakadt, centralistákra és föderalistákra. A zűrzavaros, államcsínyekkel tarkított időszakot 1802-ben egy új alkotmánnyal próbálták megoldani. Azonban a helyzetet 1803-ban súlyosbította – Napóleon első konzul döntése értelmében – a francia csapatok kivonulása az ország területéről, ennek következtében felkelések sora robbant ki. A helyzetet 1803-ban az úgynevezett mediatizálási törvénnyel próbálták megoldani (Acte de Médiation) amely az elkövetkező több mint egy évtizedre, a napóleoni korszak végéig belső nyugalmat biztosított az országnak.
Genf Franciaország része lett, de az egykori paraszt kantonokban megmaradt a közvetlen demokrácia, a városi kantonokban az arisztokrata illetve a polgári közigazgatás, az új független kantonokban pedig a képviseleti demokrácia lett a törvényhozás és a kormányzás alapja. A Szövetségi Gyűlés évente egyszer ülésezett, felváltva Fribourg, Bern, Bázel, Zürich, Solothurn és Luzern kantonokban. A Szövetség legfőbb vezetője mindig annak a kantonnak a polgármestere illetve soltésze lett, amelyik kanton volt éppen a tanácskozás színhelye. A központi igazgatás hatáskörébe csupán a külügy és a hadügy tartozott.

## A Helvét Köztársaság vége
Napóleon bukásával 1814. szeptember 8-án a Helvét köztársaság is véget ért. Svájc a napóleoni háborúkat lezáró bécsi kongresszus által kidolgozott párizsi békeszerződés nagy nyertese volt. Az 1814. május 30-án aláírt párizsi béke VI. cikkelye kimondta, hogy Franciaország, Oroszország, Nagy-Britannia, Ausztria és Poroszország elismeri és közvetve garantálja Svájc örökös semlegességét. A küldöttség vezetője Charles Pictet de Rochemont elérte, hogy a korábbi 19 kanton mellett Svájc megkapjon további hármat, Genfet, Neuchâtelt és Wallist (Vaud), és hogy ez a 22 kanton korlátlan szuverenitást élvezhessen.
A kantonokat csak a Szövetségi Szerződés kötötte össze. Egyetlen közös szerve továbbra is a Szövetségi Gyűlés maradt. A Szövetségi Gyűlés székhelye kétévenként felváltva Bern, Zürich, illetve Luzern volt. Hatásköre változatlanul csak a hadügyre és a külügyekre terjedt ki.
Bernben és a katolikus kantonokban új alkotmányok törvényesítették a restaurációt, de Zürichben, Bázelben, Schaffhausenben és azokban az új kantonokban, ahol már a képviseleti demokrácia alapján kormányoztak, továbbra is a mediatizálási elv érvényesült.
A Szövetségi Szerződéssel újjáéledtek a kantonok közötti ellentétek, de a törésvonal most jellemzően a restaurált és a regenerált területek között húzódott. További feszültségek keletkeztek a földbirtokos arisztokrácia, és az iparból, kereskedelemből meggazdagodott polgárok között. Az 1830-as júliusi forradalom liberalizmusa az utóbbi réteget fogja leginkább megszólítani.